# أف سي كا أتش ايت
 أف سي كا اتش ايت (بالإنجليزية:FCKH8) هي شركة ربحية تأسست عام 2010، وتبيع القمصان والإكسسوارات التي تتميز بموضوع العدالة الإجتماعية.
أصدرت الشركة العديد من الحملات التسويق الإعلامي لمرافقة مبيعات منتجاتها، والتي كان بعضها محور النقد. لقد استجابت FCKH8 لهذا النقد بقولها بأن قمصانهم يمكن أن تساعد في نشر الوعي وإثارة محادثات حول الأسباب.

## حملات

### حقوق المثليين
كان لدى FCKH8 العديد من الحملات والمنتجات التي تركز على قضايا المثليين، مثل شريط فيديو يهدف إلى إثارة الجدل حول زواج المثليين من Chick-fil-A.
في عام 2013 أعلنت FCKH8 عن نيتهم بإرسال نسخة من كتاب 10,000 التلوين (Misha & His Moms) يذهبون إلى الألعاب الأولمبية للعائلات الروسية استجابة لما تم تمريره مؤخرا قانون دعاية مثلي الجنس الروسي.
قوبلت الخطة بتعليق من بعض مستخدمي وسائل التواصل الإجتماعي الذين ذكروا أن حيازة الكتب ستعرض العائلات لخطر الأذى القانوني والجسدي.

### فيرغسون ومناهضة العنصرية
أصدرت FCKH8 في سبتمبر فيديو بعنوان " Hey White People"، والتي تضم أطفالا من فيرجسون يرتدون قمصانا صبغت من قبل الشركة، أثناء قراءة إحصائيات العنصرية والتعليق على الصور النمطية.
انتهى الفيديو بالإشارة إلى أن الأطراف المهتمة يمكنها شراء قمصان من FCKH8 وأن جزءا من العائدات سيتم التبرع به لخمسة أسباب مناهضة العنصرية.
انتقدت مجلة Color lines الفيديو بشدة، حيث شعروا أن FCKH8 كانت تستخدم العنصرية كأداة تسويقية لبيع القمصان، ردت FCKH8 على Color lines من خلال الإدعاء بأنها " تخلق جدلا ينتقد منشوراتها كطعٌم للنقر وطلبت اعتذارًا.
كما تلقى الفيديو بعض الانتقادات بشأن التويض الذي تلقاه الأطفال في الفيديو وذكر أحد الوالدين أن طفلتهما حصلت على تعويض قدره 50 دولارعن أدائهم.

### قنابل إسقاط Fللحركة النسائية
أصدرت FCKH8 في أكتوبر 2014 فيديو (الأميرة قعادة الفم) وقنابل إسقاط F من أجل النسوية، الفيديو يتكون من فتيات صغيرات تتراوح أعمارهن بين ستة إلى ثلاثة عشر يتحدثون عن عدم المساواة بين الجنسين في المجتمع، يستخدم الأطفال الألفاظ النابية أثناء الفيديو وخاصة كلمة F، مثل فيديو فيرجسون الذي يعرض قمصانا تم بيعها بواسطة FCKH8 , البيان القائل بأن مبلغ 5 دولارات من بيع كل قميص سيتم التبرع به لخمسة أسباب ذات صلة تعرض الفيديو لانتقادات شديدة من قبل وسائل الإعلام التي إتهم العديد منها FCKH8 بالاستفادة من النسوية من أجل بيع القمصان.
لاحظت واشنطن بوست أنهم شعروا أن الفيديو «يستفز فقط من أجل الإستفزاز» وأن الشركة قد بنيت إمبراطورية حقيقية من خلال إلقاء حجاب الخير الاجتماعي على طموحات رأسمالية أكثر.
بسبب رد الفعل على الفيديو أخرجت Mouthed Princesses Vimeo و YouTube من مواقعها، لكنها أعادت الفيديو لاحقا".

## حملات أخرى
تركزت الحملات التي أنشأتها FCKH8 حول العنف المنزلي والحركة النسائية.

## الانتقادات والاستقبال
تلقت FCKH8 انتقادات لحملاتهم التسويقية، حيث انتقد معظم المعجبين مقاطع الفيديو كوسيلة لبيع القمصان، وانتقد منتقدو الشركة مثل كريستيان ساينس مونيتور إلى أن حملة " الأميرة قعادة الفم" تخون منظورا للتسويق عبر وسائل التواصل الإجتماعي تخلو من الأخلاقيات، إن أخلاقيات الفيديو تتجلى في عقلة الجيل مثل أن الفيديو (أحب) و (شارك) هو أكثر أهمية بشكل واضح مما يؤدي إلى قرار الشركة بدفع الفتيات في سن السادسة إلى أدوار المحرضين الثقافيين"، تلقت FCKH8 أيضا انتقادات من الوالدين لطفلين تم عرضهما في فيديو Hey white people، لأنها شعرت أن تعويض أطفالها كان منخفضا للغاية عند النظر في مبلغ المال الذي حصلت عليه الشركة من مبيعات القمصان.
حظيت حملات الشركة أيضا ببعض الثناء والدفاع، وقد علق أحد المؤلفي كتاب Slate على أن فعالية potty- monthed princese نشأت من مقاطع فيديو على يوتيوب شملت أطفال وهم يشتمون، كما أنه من الممتع مشاهدة الفتيات والأولاد وهم يحطمون جوائز الأميرة الثمينة ومنعش لرؤية الأطفال الصغار يعلنون بشكل صريح عن ضرورة الحركة النسائية في الوقت الي لا يزال فيه الرجال والنساء الأكبر سنا يدورون حول الكلمة"، لقد دافع بعض أولياء أمور الأطفال الذين ظهروا في حملات FCKH8 أيضا عن الأعمال قائلين أن مقاطع الفيديو ساعدت في زيادة الوعي بالمواضيع الحساسة.

### استجابة FCKH8
ردت FCKH8 على الانتقادات، قائلة إن مقاطع الفيديو الخاصة بها تهدف إلى زيادة الوعي بمختلف الأسباب الاجتماعية وإثارة الأحاديث، وقد علقو أيضا بأنهم شعروا أن إزالة فيديو potty-Mouthed Princesses كان رقابة وهذه الرقابة تصل إلى النقطة التي توضح أن الفتيات في الفيديو يصبحن عدوانيات في القول بأنهن يمارسن الجنس أكثر من حقيقة أن 1 من أصل 5 نساء يتعرضن للاغتصاب"، لقد ذكرن أيضا أنهن لا يخشين من رد الفعل العنيف من حملاتهم، لأنهم يشعرون أن الأسباب الاجتماعية هي أن المجتمع يجدها أكثر أهمية من اهتماماتهم.
لقد استجابوا لمخاوف الربح من بيع قمصانهم الناهضة للعنصرية بدعوى أنهم لم يحققوا ما يكفي من مبيعات القمصان لتحقيق أرباح كبيرة.

## إتهامات الإحتيال
بالإضافة إلى انتقادات المحتوى، تم انتقاد FCKH8 على نطاق واسع بسبب عدم تسليم العناصر المطلوبة من موقعها على الإنترنت، كما حصل على تصنيف "F" من Better Business Bureau لشحن بطاقات ائتمان العميل على الفور وبعد ذلك لم يتم تسليم البضائع المطلوبة.